# Maxie
Maxie és una pel·lícula estatunidenca dirigida per Paul Aaron el 1985. 
Ha estat doblada al català

## Argument
Una secretària introvertida i el seu marit es traslladen a un vell pis de començaments del segle xx. Quan estan fent uns treballs de renovació, descobreixen una inscripció sobre el mur signada per una certa Maxie Malone, una efímera estrella dels anys 30. Aviat, aquesta es reincarna a la seva manera en el cos de la jove i satisfer els seus més grans somnis.

## Repartiment
- Glenn Close : Jan Cheyney / Maxie Malone
- Mandy Patinkin : Nick Cheyney
- Ruth Gordon : Trudy Lavin
- Barnard Hughes : Bisbe Campbell
- Valerie Curtin : Mlle Sheffer
- Googy Gress : El pare Jérôme
- Michael Ensign : El director de la pel·lícula
- Michael Laskin : El director de la pel·lícula publicitària
- Harry Hamlin : ell mateix (no surt als crèdits)
- Nelson Welch : El barman
- Harry Wong : M. Chu

## Nominacions
1985: Globus d'Or a la millor actriu musical o còmica (Glenn Close)